# Métabolite organique urinaire
 (juillet 2023).
Si vous disposez d'ouvrages ou d'articles de référence ou si vous connaissez des sites web de qualité traitant du thème abordé ici, merci de compléter l'article en donnant les références utiles à sa vérifiabilité et en les liant à la section « Notes et références ».
Les métabolites organiques urinaires (MOU) sont des produits du catabolisme non seulement des bactéries du tube digestif, mais également des champignons, tels les candida, qui peuvent y proliférer. Ils sont résorbés par les muqueuses intestinales, passent dans le sang puis sont éliminés par les reins. En cas de dysbiose, le spectre des métabolites excrétés se modifie. Les élévations de taux observées sont des éléments différentiels permettant d'orienter le diagnostic vers une dysbiose d'origine fongique ou bactérienne. Ce qui permet une approche thérapeutique ciblée. Le MOU permet aussi d’évaluer la restauration d’une flore normale en observant la retour au profil de base.
Les différentes souches de bactéries qui constituent la flore intestinale au niveau du colon représentent environ 1 à 2 kilos. Il s'agit d'une communauté d'environ 100.000 milliards de micro-organismes qui résident, voire transitent, dans le tube digestif. Cela représente un métabolisme important qui équivaut à celui du foie. Ces bactéries produisent 100 fois plus de métabolites différents que notre corps peut en synthétiser. Ils sont donc importants pour notre santé. Mais lorsque le microbiote intestinal présente une dysbiose colique, des métabolites particuliers sont fabriqués en plus grandes quantités par certaines espèces bactériennes qui, de par leur prolifération, deviennent pathogènes. Il est donc important de pouvoir les détecter et les quantifier.
Nous connaissons +/-1000 espèces de bactéries différentes qui peuvent coloniser l'intestin humain mais chacun de nous n'en a qu'une centaine.
La méthode consiste à repérer la présence en trop grande quantité dans la flore intestinale de ces micro-organismes pathogènes par l’identification de leurs métabolites spécifiques dans l’urine. Ce profil urinaire permet de confirmer ou d’infirmer la présence de ces organismes pathogènes et l’importance de leur développement.
Le dosage des métabolites organiques urinaires permet de déterminer une dysbiose intestinale colique par les marqueurs bactériens, ou une candidose chronique par les marqueurs fongiques.
Méthode: on récolte les deuxièmes urines du matin dans un récipient contenant un liquide de fixation.
Les métabolites sont produites par des bactéries de fermentation et putréfaction, levures, candida. Ces métabolites sont spécifiques de ces micro-organismes et ne sont pas produits par les cellules humaines. Ils sont sécrétés dans l’urine et leur détection permet de poser le diagnostic de dysbiose ou mycose intestinale.

## Le module fongique
Le module fongique détecte la métabolisation des glucides par les levures et champignons. Il s'agit donc d'une flore saccharolytique.
La fermentation a lieu principalement dans le colon droit et le colon transverse. Il s'agit d'une flore anaérobie, comprenant : lactobacilles, bifidobactéries et levures. En cas d'alimentation riche en FODMAP, à savoir des sucres fermentescibles tels que les fructo-oligo-saccharides ou FOS: pectine, gomme, guar, pomme, poire, choux, oignon, lentille, les galacto-oligo-saccharides, le lactose, le fructose et les polyols. 
Ces sucres nourrissent les candida qui prolifèrent, engendrant une production exagérée de gaz dont le D-lactate qui est neurotoxique et le tartarate qui bloque le cycle de krebs en y prenant la place du malate.
Symptômes : troubles digestifs, gastralgies, gaz non odorants mais bruyants, ballonnements rapides après le repas, prurit anal, surtout le soir, diarrhée ou constipation,  brûlure d’estomac, envies de sucrerie, pulsions alimentaires orientées sucrées, fatigue physique et mentale (à la suite de la surcharge du foie), troubles de la concentration et de la mémoire, résistance à l’amaigrissement, dépression, allergies, hypoglycémies.
Augmentation de la perméabilité de la muqueuse intestinale. 
Troubles neurovégétatifs par carences minérales (spasmophilie) 
Troubles nerveux par agression toxinique, d'où dépression, migraines  
Perturbation de l’immunité humorale, d'où urticaires, eczéma, asthme, …

## Le module bactérien
Le module bactérien détecte la métabolisation par des bactéries des acides aminés aromatiques tels que phénylalanine, tyrosine, tryptophane. Il s'agit donc d'une flore protéolytique, souvent due à la prolifération de germes de type clostridium, et qui est responsable de la putréfaction des protéines. 
On dose les concentrations en : benzoate, hippurate, phénylacétate, phénylpropionate, cresol, hydroxybenzoate, hydroxyphénylacétate, hydroxyphénylpropionate et 3,4-dihydroxyphénylpropionate, indican, tricarballylate, D-lactate, and D-arabinitol.
Le benzoate se retrouve lors d'une alimentation riche en polyphénols.
L'hippurate est un métabolite du 4-OH-benzoate via la phase 2 de la détoxication hépatique . En cas de déficit de cette phase 2, le 4-OH-benzoate est élevé et l'hippurate est bas.
Le tricarballylate augmente lors d'une flore normale de fermentation.